# Rainer Kößling
Rainer Kößling (* 28. September 1936 in Grimma) ist ein deutscher Altphilologe, Germanist und Übersetzer. Bis zu seiner Emeritierung 2001 war er Professor für Ältere deutsche und lateinische Literatur des Mittelalters und der frühen Neuzeit an der Universität Leipzig.

## Werdegang
Kößling studierte in Leipzig und war ab 1960 Assistent am dortigen Institut für Klassische Philologie. Er war Mitarbeiter mehrerer Lexikonprojekte, u. a. des am Zentralinstitut für Alte Geschichte und Archäologie entstandenen „Lexikons der Antike“. Nach der deutschen Wiedervereinigung wurde er 1992 Professor am Leipziger Institut für Germanistik. Er war DAAD-Gutachter und Vertrauensdozent der Studienstiftung des deutschen Volkes. 1997 erhielt er den Theodor-Frings-Preis der Sächsischen Akademie der Wissenschaften.

## Veröffentlichungen

### Einzelpublikationen und Herausgeberschaften
- Dichterisches Selbstbewußtsein und Dichterstolz in der altgriechischen Literatur. Dissertation, Leipzig 1965
- Literatur, Kultur und Gesellschaft in Deutschland in der Periode des Überganges vom Feudalismus zum Kapitalismus (1470–1525). Eine Dokumentation. Diss. B Leipzig 1986
- mit Günther Wartenberg (Hg.): Joachim Camerarius. Tübingen: Narr 2003 (ISBN 3-8233-5981-9) (Voransicht bei Google Books)

### Aufsätze (Auswahl)
- Buchdruck und Humanistenbriefe. In: Große, R.; Wellmann, H. (Hg.): Textarten im Sprachwandel – nach der Erfindung des Buchdrucks. Heidelberg 1996, S. 297–304
- „Republikflucht“ – das behördlich nicht genehmigte Verlassen der DDR im Spiegel der Sprache. In: Hertel, V.; Barz, I.; Metzler, R.; Uhlig, B. (Hg.): Sprache und Kommunikation im Kulturkontext: Beiträge zum Ehrenkolloquium aus Anlaß des 60. Geburtstages von Gotthard Lerchner. Frankfurt/Main 1996, S. 239–250
- Die Anfänge der Nordistik an der Universität Leipzig. In: Wilhelm Heizmann (Hg.): Runica, Germanica, Mediaevalia. Berlin: de Gruyter 2003, S. 356–374

### Übersetzungen
- (mit Harry C. Schnur:) Galle und Honig. Humanistenepigramme. Leipzig: Reclam 1982 (2. Auflage 1984).
- (mit Gertrud Weiss-Stählin:) Olympia Fulvia Morata. Briefe (aus dem Lateinischen, Italienischen und Griechischen). Leipzig: Reclam 1991 (ISBN 3-379-00529-0)
- Leben und Legende der heiligen Elisabeth, nach Dietrich von Apolda. (Mit einem Nachwort.) Insel Verlag, Frankfurt/Main u. Leipzig 1997, Insel-Bücherei 1172 (ISBN 3-379-00529-0)